# 2007 aux échecs
| Années des échecs : 2004 - 2005 - 2006 - 2007 - 2008 - 2009 - 2010    |
| Décennies des échecs : 1970 - 1980 - 1990 - 2000 - 2010 - 2020 - 2030 |

Cet article présente les faits marquants de l'année 2007 aux échecs.

## Championnats du monde

### Championnat du monde mixte
- 27 mai/13 juin : Tournoi des candidats à Elista pour le prochain championnat du monde : qualification d'Aronian, Leko, Grischuk et Guelfand

- 13/29 septembre : Viswanathan Anand remporte le championnat du monde à Mexico.

- La coupe du monde 2007 est remportée par Gata Kamsky, ce qui le qualifie pour le prochain cycle de championnat du monde[1].

### Championnats du monde de blitz et rapides
- 4/8 janvier : Première Coupe du monde ACP en parties rapides[2]

Demi-finales : Vassily Ivantchouk bat Teimour Radjabov et Péter Lékó bat Boris Guelfand
Finale : Péter Lékó bat Vassili Ivantchouk 2,5-1,5
- 21-22 novembre : Vassily Ivanchuk remporte le championnat du monde de blitz[3],[4].

### Championnats du monde d'échecs senior, de la jeunesse
| Âge                              | Champion mixte             | Championne               |
| -------------------------------- | -------------------------- | ------------------------ |
| Seniors (plus de 60 ans)         | Algimantas Butnorius       | Hanna Ereńska-Barlo      |
| Juniors (moins de 20 ans)        | Ahmed Adly                 | Vera Nebolsina           |
| Moins de 18 ans                  | Ivan Popov                 | Valentina Gounina        |
| Moins de 16 ans                  | Ioan-Cristian Chirilă (en) | Keti Tsatsalashvili      |
| Moins de 14 ans                  | Sanan Siouguirov           | Nazi Paikidze            |
| Moins de 12 ans                  | Daniel Naroditsky          | Marsel Efroimski         |
| Moins de 10 ans                  | Wang Tong Sen              | Anna Styazhkina (en)     |
| Moins de 8 ans                   | Konstantin Savenkov        | Ivana Maria Furtado (en) |
| Résolution de problèmes d'échecs | John Nunn                  |                          |

## Tournois et opens
| Nom de l'événement                         | Dates                   | Lieu               | Cadence   | Vainqueur                                                                                     |
| ------------------------------------------ | ----------------------- | ------------------ | --------- | --------------------------------------------------------------------------------------------- |
| Rilton Cup                                 | 27 décembre - 5 janvier | Stockholm          | Classique | Robert Fontaine                                                                               |
| 82e tournoi de Hastings                    | 28 décembre - 7 janvier | Hastings           | Classique | Merab Gagounachvili                                                                           |
| 49e tournoi Reggio Emilia                  | 30 décembre - 7 janvier | Reggio d'Émilie    | Classique | Viorel Iordăchescu                                                                            |
| Open de Moscou                             | 27 janvier - 4 février  | Moscou             | Classique | Ievgueni Naïer et Vassili Iemeline                                                            |
| Open de Gibraltar                          | 23 janvier - 3 février  | Gibraltar          | Classique | Vladimir Akopian                                                                              |
| Tournoi de Wijk aan Zee                    | 13-28 février           | Wijk aan Zee       | Classique | Levon Aronian, Veselin Topalov et Teimour Radjabov                                            |
| 6e open Aeroflot                           | 13-23 février           | Moscou             | Classique | Evgueni Alekseïev                                                                             |
| 24e tournoi de Linares-Morelia             | 17 février - 10 mars    | Linares            | Classique | Viswanathan Anand                                                                             |
| 23e open de Cappelle-la-Grande             | 1er-10 mars             | Cappelle-la-Grande | Classique | Wang Yue, Evgueni Mirochnitchenko, Vugar Gashimov, David Arutinian (en) et Youriï Drozdovskyï |
| Tournoi d'échecs de Poïkovski              | 14-25 mars              | Khanty-Mansiïsk    | Classique | Dmitri Iakovenko                                                                              |
| 1er festival Ruy López                     | 16-25 mars              | Zafra              | Classique | Gabriel Sargissian                                                                            |
| Tournoi d'échecs Amber                     | 17-29 mars              | Monaco             | Classique | Viswanathan Anand                                                                             |
| Tournoi Sigeman & Co                       | 18-26 avril             | Malmö              | Classique | Ivan Chéparinov                                                                               |
| Tournoi international « Gausdal Classics » | 18-26 avril             | Gausdal            | Classique | Magnus Carlsen                                                                                |
| Mitropa Cup                                | 8-16 mai                | Szeged             | Classique | France (hommes) et Hongrie (femmes)                                                           |
| M-Tel Masters                              | 10-20 mai               | Sofia              | Classique | Veselin Topalov                                                                               |
| 42e mémorial Capablanca                    | 18-28 mai               | La Havane          | Classique | Vassili Ivantchouk                                                                            |
| 37e tournoi Bosna                          | 18-28 mai               | Sarajevo           | Classique | Sergei Movsesian                                                                              |
| Tournoi « Gorenje »                        | 13-21 juin              | Valjevo            | Classique | Michael Roiz                                                                                  |
| tournoi Aerosvit                           | 18-29 juin              | Foros              | Classique | Vassili Ivantchouk                                                                            |
| tournoi de Dortmund                        | 23 juin - 1er juillet   | Dortmund           | Classique | Vladimir Kramnik                                                                              |
| Championnat de Paris                       | juillet                 | Paris              | Classique | Maxime Vachier-Lagrave                                                                        |
| 20e Tournoi Magistral « Ciudad de León »   | 4-9 juillet             | León               | Classique | Viswanathan Anand                                                                             |
| Tournoi Empresa                            | 19-28 juillet           | Montréal           | Classique | Vassili Ivantchouk                                                                            |
| Tournoi de Bienne                          | 23 juillet - 2 août     | Bienne             | Classique | Magnus Carlsen                                                                                |
| Tournoi Hogeschool Zeeland                 | 4-11 août               |                    | Classique | Fabiano Caruana                                                                               |
| Mémorial Staunton                          | 7-18 août               |                    | Classique | Michael Adams                                                                                 |
| NH Chess Tournament                        | 22 août - 1er septembre | Amsterdam          | Classique | Sergueï Kariakine                                                                             |
| Tournoi « Czech Coal Carlsbad »,           | 8-15 septembre          | Prague             | Classique | Sergey Movsesian et Ruslan Ponomariov                                                         |
| 11e tournoi « Essent »                     | 12-20 octobre           | Hoogeveen          | Classique | Shakhriyar Mamedyarov                                                                         |
| Mémorial Tal                               | 9-19 novembre           | Moscou             | Classique | Vladimir Kramnik                                                                              |
| 20e mémorial Carlos Torre                  | 15-23 décembre          | Mérida             | Classique | Vassily Ivanchuk                                                                              |

## Matches amicaux
- 24/29 avril : Vladimir Kramnik bat Peter Leko 4,5-3,5[36]
- 4/6 mai : Levon Aronian bat Vladimir Kramnik 4-2[37]
- 18/31 août: La Chine bat la Russie à l'issue d'un match par équipe mixte 52,5-47,5
- 16-20 octobre : la Coupe du monde d'Echecs à l'aveugle est remportée par Bu Xiangzhi[38].
- 25-28 octobre : Vassily Ivanchuk et Peter Leko font match nul lors de 12 parties en cadence rapide, puis le joueur ukrainien remporte les parties de départage à la cadence blitz[39].
- 23 novembre : Vladimir Kramnik et Viswanathan Anand jouent deux parties avec assistance par un ordinateur (deux parties nulles)[40].

## Compétitions par équipes

### Championnats continentaux par équipes
| Compétition                                        | Vainqueur mixte            | Vainqueur femmes           |
| -------------------------------------------------- | -------------------------- | -------------------------- |
| Championnat du monde d'échecs par équipes          | Pas de compétition en 2007 | Chine                      |
| Championnat d'Europe d'échecs des nations          | Russie                     | Russie                     |
| Championnat d'Asie d'échecs des nations            | Pas de compétition en 2007 | Pas de compétition en 2007 |
| Championnat panaméricain d'échecs des nations (en) |                            |                            |

### Championnats interclubs
| Compétition                                | Champion             | Deuxième           | Troisième      |
| ------------------------------------------ | -------------------- | ------------------ | -------------- |
| Coupe d'Europe des clubs d'échecs          | Linex Magic - Merida | Ural Sverdlovskaya | Tomsk-400      |
| Coupe d'Europe des clubs d'échecs féminine |                      |                    |                |
| Championnat d'Allemagne d'échecs des clubs | OSC Baden-Baden      | Hamburger SK       | SG Porz        |
| Championnat de Chine par équipes (en)      |                      |                    |                |
| Championnat d'Espagne d'échecs des clubs   | Linex Magic          | Cuna de Dragones   | Tiendas UPI    |
| Championnat de France d'échecs des clubs   | Clichy Échecs 92     | Cannes Échecs      | Paris Chess XV |
| Coupe de France des clubs d'échecs         | Strasbourg           | Montpellier-Échecs | —              |
| Four Nations Chess League (en) (4NCL)      |                      |                    |                |
| United States Chess League (en) (USCL)     |                      |                    |                |

## Championnats continentaux et nationaux individuels

### Championnats continentaux individuels
| Compétition                              | Champion mixte     | Championne         |
| ---------------------------------------- | ------------------ | ------------------ |
| Championnat d'Afrique d'échecs           | Robert Gwaze       | Mona Khaled        |
| Championnat d'Asie d'échecs              | Zhang Pengxiang    | Tania Sachdev      |
| Championnat d'Amérique d'échecs          |                    |                    |
| Championnat d'Europe d'échecs individuel | Vladislav Tkachiev | Tatiana Kosintseva |
| Championnat d'Océanie d'échecs           | Zhao Zong-Yuan     | Irina Berezina     |

### Championnats nationaux individuels
| Pays                                              | Champion mixte                                                  | Championne                    |
| ------------------------------------------------- | --------------------------------------------------------------- | ----------------------------- |
| Championnat d'Afrique du Sud d'échecs             |                                                                 |                               |
| Championnat d'Albanie d'échecs (en)               | Dritan Mehmeti (ru)                                             |                               |
| Championnat d'Algérie d'échecs                    | Saâd Belouadah (br)                                             |                               |
| Championnat d'Allemagne d'échecs                  | Arkadij Naidtsch                                                |                               |
| Championnat d'Andorre d'échecs                    |                                                                 |                               |
| Championnat d'Argentine d'échecs                  | Rubén Felgaer                                                   | María de los Angeles Plazaola |
| Championnat d'Arménie d'échecs                    | Karen Asrian                                                    |                               |
| Championnat d'Australie d'échecs                  | Pas de championnat                                              |                               |
| Championnat d'Autriche d'échecs                   | Siegfried Baumegger (de)                                        | Anna-Christina Kopinits (en)  |
| Championnat d'Azerbaïdjan d'échecs                |                                                                 |                               |
| Championnat du Bangladesh d'échecs                | Abdullah Al Rakib (en)                                          |                               |
| Championnat de la Barbade d'échecs                | Delisle Warner                                                  |                               |
| Championnat de Belgique d'échecs                  | Alexandre Dgebuadze                                             | Marigje Degrande (en),        |
| Championnat de la Biélorussie d'échecs            | Alekseï Aleksandrov                                             | Anna Charevitch               |
| Championnat de Birmanie d'échecs                  |                                                                 |                               |
| Championnat de Bolivie d'échecs                   |                                                                 |                               |
| Championnat de Bosnie-Herzégovine d'échecs        | Predrag Nikolić                                                 |                               |
| Championnat du Botswana d'échecs                  |                                                                 |                               |
| Championnat du Brésil d'échecs                    | Giovanni Vescovit                                               | Suzana Chang (pt)             |
| Championnat de Bulgarie d'échecs                  | Boris Chatalbashev                                              |                               |
| Championnat du Canada d'échecs                    | Nikolay Noritsyn, Jean Herbert, Ron Livshits et Artem Samsonkin | Natalia Khoudgarian           |
| Championnat du Chili d'échecs                     |                                                                 |                               |
| Championnat de Chine d'échecs                     | Ni Hua                                                          | Hou Yifan                     |
| Championnat de Chypre d'échecs                    |                                                                 |                               |
| Championnat de Colombie d'échecs                  | Alder Escobar Forero (en)                                       |                               |
| Championnat du Costa Rica d'échecs                | Leonardo Valdés Romero (es)                                     |                               |
| Championnat de Croatie d'échecs                   |                                                                 |                               |
| Championnat de Cuba d'échecs                      | Lázaro Bruzón                                                   |                               |
| Championnat du Danemark d'échecs                  | Sune Berg Hansen                                                |                               |
| Championnat d'Écosse d'échecs                     | Andrew Muir (en),                                               |                               |
| Championnat des Émirats Arabes Unis d'échecs      | Hassan Abdullah                                                 |                               |
| Championnat d'Espagne d'échecs                    | Miguel Illescas,                                                | Mónica Calzetta               |
| Championnat d'Estonie d'échecs                    | Meelis Kanep (en)                                               |                               |
| Championnat des États-Unis d'échecs               | Alexander Shabalov                                              | Irina Krush                   |
| Championnat des îles Féroé d'échecs               |                                                                 |                               |
| Championnat de Finlande d'échecs                  | Mika Karttunen (en)                                             | L. Savola                     |
| Championnat de France d'échecs                    | Maxime Vachier-Lagrave,                                         | Silvia Collas                 |
| Championnat de Géorgie d'échecs                   | Baadur Jobava                                                   | Lela Javakhichvili            |
| Championnat d'échecs de Grande-Bretagne           | Jacob Aagaard                                                   |                               |
| Championnat de Grèce d'échecs                     | Iaonnis Papadopoulos (en),                                      |                               |
| Championnat du Guatemala d'échecs                 |                                                                 |                               |
| Championnat du Honduras d'échecs                  |                                                                 |                               |
| Championnat de Hongrie d'échecs                   | Ferenc Berkes                                                   |                               |
| Championnat d'Inde d'échecs                       | Surya Ganguly                                                   |                               |
| Championnat d'Indonésie d'échecs                  |                                                                 |                               |
| Championnat d'Iran d'échecs                       | Ehsan Ghaem Maghami                                             |                               |
| Championnat d'Irlande d'échecs                    | Brian Kelly (en) et Stephen Brady (en)                          |                               |
| Championnat d'Islande d'échecs                    | Hannes Hlífar Stefánsson                                        |                               |
| Championnat d'Israël d'échecs                     | /                                                               |                               |
| Championnat d'Italie d'échecs                     | Fabiano Caruana                                                 |                               |
| Championnat de Jamaïque d'échecs                  |                                                                 |                               |
| Championnat du Japon d'échecs                     | Shinya Kojima et Masahiro Baba                                  | Emiko Nakagawa (en)           |
| Championnat du Kazakhstan d'échecs                | Darmen Sadvakasov                                               |                               |
| Championnat du Kenya d'échecs                     | Peter Gilruth                                                   |                               |
| Championnat du Kosovo d'échecs                    |                                                                 |                               |
| Championnat de Lettonie d'échecs                  |                                                                 |                               |
| Championnat du Liban d'échecs                     |                                                                 |                               |
| Championnat de Lituanie d'échecs                  | Šarūnas Šulskis                                                 |                               |
| Championnat du Luxembourg d'échecs                |                                                                 |                               |
| Championnat de Macédoine d'échecs                 |                                                                 |                               |
| Championnat de Madagascar d'échecs                |                                                                 |                               |
| Championnat de Malaisie d'échecs                  |                                                                 |                               |
| Championnat de Malte d'échecs                     | Patrick Zefara                                                  |                               |
| Championnat du Maroc d'échecs                     | Rachid Hifad                                                    |                               |
| Championnat du Mexique d'échecs                   | Juan Carlos Gonzalez Zamora                                     |                               |
| Championnat de Moldavie d'échecs                  |                                                                 |                               |
| Championnat de Mongolie d'échecs                  |                                                                 |                               |
| Championnat du Monténégro d'échecs                |                                                                 |                               |
| Championnat du Népal d'échecs                     |                                                                 |                               |
| Championnat de Namibie d'échecs                   | Charles Eichab                                                  |                               |
| Championnat de Nouvelle-Zélande d'échecs          | Puchen Wang (en)                                                |                               |
| Championnat de Norvège d'échecs                   |                                                                 |                               |
| Championnat d'Ouzbékistan d'échecs                |                                                                 |                               |
| Championnat du Pakistan d'échecs                  |                                                                 |                               |
| Championnat du Panama d'échecs (en)               |                                                                 |                               |
| Championnat du Paraguay d'échecs                  |                                                                 |                               |
| Championnat d'échecs des Pays-Bas                 | Sergei Tiviakov,                                                | Zhaoqin Peng                  |
| Championnat du Pays de Galles d'échecs            | James Cobb                                                      |                               |
| Championnat du Pérou d'échecs                     |                                                                 |                               |
| Championnat des Philippines d'échecs              |                                                                 |                               |
| Championnat de Pologne d'échecs                   | Tomasz Markowski                                                |                               |
| Championnat du Portugal d'échecs                  |                                                                 |                               |
| Championnat de la République Dominicaine d'échecs | José Dominguez                                                  | Mercedes De La Cruz           |
| Championnat de la République tchèque d'échecs     | Tomáš Polák                                                     |                               |
| Championnat de Roumanie d'échecs                  | Constantin Lupulescu                                            | Corina-Isabela Peptan         |
| Championnat de Russie d'échecs                    | Aleksandr Morozevitch                                           | Tatiana Kosintseva            |
| Championnat du Salvador d'échecs                  |                                                                 |                               |
| Championnat de Serbie d'échecs                    | Miloš Perunović                                                 | Andjelija Stojanovic          |
| Championnat des Seychelles d'échecs (en)          |                                                                 |                               |
| Championnat de Singapour d'échecs                 |                                                                 |                               |
| Championnat de Slovaquie d'échecs                 |                                                                 |                               |
| Championnat de Slovénie d'échecs                  | Duško Pavasovič                                                 |                               |
| Championnat du Sri Lanka d'échecs                 |                                                                 |                               |
| Championnat de Suède d'échecs                     | Tiger Hillarp Persson                                           |                               |
| Championnat de Suisse d'échecs                    | Joseph Gallagher,                                               | Monika Seps                   |
| Championnat du Suriname d'échecs                  |                                                                 |                               |
| Championnat de Trinité-et-Tobago d'échecs         |                                                                 |                               |
| Championnat de Turquie d'échecs                   |                                                                 |                               |
| Championnat d'Ukraine d'échecs                    | Valeriy Aveskulov (en),                                         | Tatjana Vasilevich            |
| Championnat d'Uruguay d'échecs                    |                                                                 |                               |
| Championnat du Venezuela d'échecs                 | Eduardo Iturrizaga                                              |                               |
| Championnat du Vietnam d'échecs                   | Le Quang Liem                                                   |                               |
| Championnat de Zambie d'échecs                    |                                                                 |                               |

- Le Championnat du Commonwealth est gagné par Ramachandran Ramesh[128]

## Évolution des classements mondiaux en 2007
Les joueurs d'échecs ont un classement Elo mis à jour chaque mois par la FIDE en fonction de leurs résultats sportifs, et chaque partie jouée rapporte ou retire des points Elo aux joueurs. Au cours de l'année 2007, plusieurs progressions au classement Elo sont remarquées.

### Classement mixte
| Rang 2008 | Nom                   | Né en | Fédération  | Elo 2008 | Rang 2007 | Elo 2007 | Évolution     |
| --------- | --------------------- | ----- | ----------- | -------- | --------- | -------- | ------------- |
| 1         | Vladimir Kramnik      | 1975  | Russie      | 2 799    | 3         | 2 766    | 33            |
| 2         | Viswanathan Anand     | 1969  | Inde        | 2 799    | 2         | 2 779    | 20            |
| 3         | Veselin Topalov       | 1975  | Bulgarie    | 2 780    | 1         | 2 783    | en stagnation |
| 4         | Alexander Morozevich  | 1977  | Russie      | 2 765    | 8         | 2 741    | 24            |
| 5         | Peter Svidler         | 1976  | Russie      | 2 763    | 12        | 2 728    | 35            |
| 6         | Shakhriyar Mamedyarov | 1985  | Azerbaïdjan | 2 760    | 4         | 2 754    | en stagnation |
| 7         | Alexei Shirov         | 1972  | Espagne     | 2 755    | 17        | 2 715    | 40            |
| 8         | Peter Leko            | 1979  | Hongrie     | 2 753    | 6         | 2 749    | en stagnation |
| 9         | Vassily Ivanchuk      | 1969  | Ukraine     | 2 751    | 5         | 2 750    | en stagnation |
| 10        | Levon Aronian         | 1982  | Arménie     | 2 739    | 7         | 2 744    | en stagnation |

### Classement femmes
| Rang 2008 | Nom                 | Né en | Fédération | Elo 2008 | Rang 2007 | Elo 2007 | Évolution     |
| --------- | ------------------- | ----- | ---------- | -------- | --------- | -------- | ------------- |
| 1         | Judit Polgár        | 1976  | Hongrie    | 2 707    | 1         | 2 727    | 20            |
| 2         | Humpy Koneru        | 1987  | Inde       | 2 612    | 2         | 2 567    | 45            |
| 3         | Xie Jun             | 1970  | Chine      | 2 574    | —         | —        | —             |
| 4         | Zhu Chen            | 1976  | Qatar      | 2 548    | 4         | 2 518    | 30            |
| 5         | Hou Yifan           | 1994  | Chine      | 2 527    | 8         | 2 509    | 18            |
| 6         | Pia Cramling        | 1963  | Suède      | 2 524    | 3         | 2 530    | en stagnation |
| 7         | Alexandra Kosteniuk | 1984  | Russie     | 2 523    | 6         | 2 515    | en stagnation |
| 8         | Zhao Xue            | 1985  | Chine      | 2 517    | 20        | 2 463    | 54            |
| 9         | Marie Sebag         | 1986  | France     | 2 510    | 12        | 2 477    | 33            |
| 10        | Xu Yuhua            | 1976  | Chine      | 2 500    | 5         | 2 517    | 17            |

## Nécrologie
- En 2007 : Olivera Prokopović (en), Julio Súmar Casis (en), Franz Stoppel (en)
- 17 janvier : Rodrigo Flores (en)
- 13 février : Venelin Alaikov
- 21 mai : Alexander Roshal (en)[133]
- 8 juin : Fenny Heemskerk
- 30 juin : Maxim Sorokin (en)
- 10 septembre : David Godoy Bugueño (en)
- 12 septembre : Bela Soos (en)
- 15 septembre : Peicho Peev (en)
- 24 octobre : Stefan Witkowski (en)
- 27 octobre : Waltraud Nowarra (en)
- 17 novembre : Aarne Hermlin (en)
- 24 novembre : Stuart Wagman (en)
- 27 novembre : Svein Johannessen (en)
- 1er décembre : Anna Näpfer (en)
- 3 décembre : Francesco Scafarelli
- 8 décembre : Savo Zlatić (en)
- 16 décembre : Ivan Nemet
- 18 décembre : Alexandros Angos (en)